# Кастеларо
Кастела̀ро (на италиански: Castellaro; на лигурски: Castelà, Кастела) е село и община в Северна Италия, провинция Империя, регион Лигурия. Разположено е на 275 m надморска височина. Населението на общината е 1227 души (към 2011 г.).